# Marini (Oštra Luka)
Pour les articles homonymes, voir Marini.
Marini (en serbe cyrillique : Марини) est un village de Bosnie-Herzégovine. Il est situé dans la municipalité d'Oštra Luka et dans la république serbe de Bosnie. Selon les premiers résultats du recensement bosnien de 2013, il compte 76 habitants.

## Histoire
Avant la guerre de Bosnie-Herzégovine, le village faisait partie de la municipalité de Sanski Most ; après la guerre, il a été rattaché à la municipalité d'Oštra Luka nouvellement créée et intégrée à la république serbe de Bosnie.

## Démographie

### Évolution historique de la population dans la localité
| 1948 | 1953 | 1961 | 1971 | 1981 | 1991 | 2013 |
| ---- | ---- | ---- | ---- | ---- | ---- | ---- |
| -    | -    | 316  | 275  | 162  | 115, | 76   |

|  |